# A Beautiful Place to Drown
A Beautiful Place to Drown – dziesiąty album studyjny kanadyjskiej grupy Silverstein, wydany 6 marca 2020 nakładem UNFD.

## Utwory
1. „Bad Habits” – 2:53
2. „Burn It Down” – 3:10
3. „Where Are You” – 2:54
4. „Infinite” – 2:44
5. „Shape Shift” – 3:29
6. „All On Me” – 3:08
7. „Madness” – 3:38
8. „Say Yes!” – 2:39
9. „Stop” – 3:25
10. „September 14th” – 3:14
11. „Coming Down” – 2:52
12. „Take What You Give” – 3:00

## Twórcy
Skład zespołu
- Shane Told – śpiew
- Josh Bradford – gitara rytmiczna
- Paul-Marc Rousseau – gitara prowadząca, śpiew, produkcja
- Paul Koehler – perkusja, menedżment
- Billy Hamilton – gitara basowa, śpiew

Inni zaangażowani
- 23in – kierunek artystyczny
- Darren McGill – inżynieria
- Sam Guaiana – produkcja, inżynieria, miksowanie
- Jonathan Gering – produkcja, kompozycje
- Antonio „Saxl Rose” Hancock – saksofon
- Anton Delost – kompozycje
- Beau Burchell – kompozycje
- Blake Harnage – kompozycje
- Daniel Tremblay – kompozycje
- Derek Hoffman – kompozycje
- Intervals – gościnnie w utworze 1[17]
- Caleb Shomo (Beartooth) – gościnnie w utworze 2[17]
- Aaron Gillespie (Underoath) – gościnnie w utworze 4[17]
- Princess Nokia – gościnnie w utworze 7[17]
- Pierre Bouvier (Simple Plan) – gościnnie w utworze 12[17]

## Opis
Materiał nagrano w Union Sound Company (Toronto) i w MFC Studio (Mimico).
Album promowały teledyski do utworów „Infinite” (2020, reż. Wyatt Clough), „Bad Habits” (2020, reż. Wyatt Clough), „Madness” (2020, reż. Machine That Eats).
Członkowie zespołu opowiedzieli o znaczeniu tekstów utworów z płyty. „Bad Habits” dotyczy demonów, których nie można się pozbyć. „Where Are You” odnosi się do retrospekcji o pierwszej nocy po rozstaniu z ukochaną osobą. „Infinite” opowiada o zmaganiu się z problemami ze zdrowiem psychicznym, których przejawami są niepokój i depresja. 
„Shape Shift” odnosi się w sposób negatywny do polityki z czasu 2020 roku, wiary ludzi w kłamstwa przywódców i dezinformacje w mediach społecznościowych – choć członkowie Silverstein nigdy nie uznawali się za formację polityczną, to postanowili zająć wreszcie stanowisko w tej kwestii. Tekst utworu „Madness” (autor: Paul-Marc Rousseau) dotyczy toksycznego związku. „Say Yes!” jest radosną piosenką, choć można na nią spojrzeć w smutny sposób. „September 14th” odnosi się do wydarzeń z 1969, gdy podczas wojny w Wietnamie urzędnicy zorganizowali tzw. „loterię poborową” (zob. protesty przeciwko wojnie wietnamskiej w Stanach Zjednoczonych) – mając na celu mobilizację nowych żołnierzy wylosowali dzień roku spośród 366 liczb i padło na 14 września, po czym urodzeni tego dnia mieli zostać powołani do służby wojskowej. „Coming Down” przedstawia migawkę wizji upadku i rodzaj desperackiego wołania o pomoc. „Take What You Give” mówi o tym, że możesz kontrolować tylko rzeczy, które robisz i sposób, w jaki działasz oraz że nie możesz oczekiwać, że otrzymasz taką samą wdzięczność.
W 2020 Shane Told umieścił album na 1. miejscu w swoim rankingu płyt grupy, tworząc zestawienie z 10 dotychczasowych wydawnictw.
Reedycję albumu wydano w 2023.